# Ajgül Nurälym
Ajgül Nurälymkyzy Nurälym (kaz. Айгүл Нұрәлімқызы Нұрәлім; ur. 24 kwietnia 1995) – kazachska zapaśniczka walcząca w stylu wolnym. Zajęła osiemnaste miejsce na mistrzostwach świata w 2017. Brązowa medalistka igrzysk Solidarności Islamskiej w 2017 roku.